# Zaitunia martynovae
Zaitunia martynovae är en spindelart som först beskrevs av Jekaterina Michajlovna Andrejeva och Viktor Tysjtjenko 1969.  Zaitunia martynovae ingår i släktet Zaitunia och familjen Filistatidae. Inga underarter finns listade i Catalogue of Life.